# Dietmar Haaf
Dietmar Haaf (* 6. března 1967 Bad Cannstatt, Bádensko-Württembersko) je bývalý západoněmecký a později německý atlet, dálkař, mistr Evropy (1990), dvojnásobný halový mistr Evropy a halový mistr světa.
První úspěch zaznamenal na prvním ročníku juniorského mistrovství světa v Athénách v roce 1986, kde získal zlatou medaili. Stříbro zde vybojoval československý dálkař Ivo Krsek. Na mistrovství světa v atletice 1991 v Tokiu skončil na čtvrtém místě výkonem 822 cm. Reprezentoval na letních olympijských hrách v Barceloně 1992, kde však nepostoupil z kvalifikace. Kariéru ukončil v roce 1997.